# Hesserode (Nordhausen)
Hesserode ist ein Ortsteil der Stadt Nordhausen in Thüringen.

## Geografie
Hesserode liegt zu beiden Seiten der Helme im oberen Helmetal, an der Südwestgrenze des Naturparks Südharz. In dieser Naturlandschaft befindet sich in der Nähe in einer Wiese das Naturdenkmal Großes Seeloch. Es ist ein Teil einer Kette von Karsterscheinungen im Harzvorland. Dieses Seeloch wird als vorgeschichtliche Kultstätte angesehen. Hesserode befindet sich am Rand des natürlichen Umlands. Seine Flur liegt direkt an der Kreisstadt Nordhausen und an der ehemaligen B 243 sowie an der A 38 mit Auffahrt bei Werther.

## Geschichte
Hesserode wurde am 13. Dezember 1230 erstmals urkundlich erwähnt. Laut Website der Gemeinde war die Ersterwähnung am 11. November 1231.
Die Gutswirtschaft Domäne Hesserod – auch als Ernstsche Gutsverwaltung bekannt – bewirtschaftete im Jahr 1923 eine landwirtschaftliche Anbaufläche von 244 Hektar.

## Ortsbürgermeister
Seit 2012 ist der parteilose Michael Kramer Ortsbürgermeister von Hesserode. Er gewann seine erste Wahl knapp mit 51 Prozent der Stimmen, wurde 2014, 2019 und 2024 aber jeweils ohne Gegenkandidaten mit über 97 Prozent der Stimmen im Amt bestätigt. Kramer ist außerdem Mitglied des Stadtrats und Beigeordneter des Oberbürgermeisters.

## Sehenswürdigkeiten

### Evangelische Dorfkirche St. Viti
Die Dorfkirche ist ein einfacher Saalbau, dessen Turm im Westen angebaut ist. Die heutige Kirche wurde 1736 neu erbaut, nachdem der Vorgängerbau 1733 in Folge eines Blitzschlags niederbrannte. 1958 wurde die baufällige Zwiebelhaube abgerissen und die neue Haube aufgesetzt. Damals verschwand auch die Uhr, deren Werk allerdings noch vorhanden ist.
Im Turm hängen heute zwei Glocken. Die größere wurde von der Familie Nebelung aus Hesserode 1964 gestiftet. Der Ursprung der kleineren Glocke ist nicht bekannt. Beide Glocken tragen eine Inschrift und ersetzen die drei während der Weltkriege eingeschmolzenen Vorgängerglocken. Noch heute werden die Glocken per Hand geläutet. Zur Sicherung des Turms wurden im Jahr 2003 bauliche Maßnahmen vorgenommen. Die innere Gestalt der Kirche ist einfach, aber durch die helle Ausmalung und die niedrigen Bänke freundlich und einladend. Der hölzerne Kanzelaltar mit seinen gedrehten Säulen und Schnitzereien bestimmt den Altarraum.
Eine stilisierte Taube ist an der Altarspitze als Zeichen des Heiligen Geistes dargestellt. An beiden Seiten des Altares schließt sich ein Gestühl an, das durch Holzgitter vom übrigen Raum abgegrenzt ist. Die Orgelempore gegenüber dem Altar zeigt den Prospekt der Orgel. Daneben ist einzig der Spieltisch noch vorhanden. Die Pfeifen fehlen mittlerweile vollständig, sodass derzeit auf einem elektronischen Instrument gespielt wird. Die Kirche bietet 150 Besuchern Platz, davon 40 auf der Empore.
1989 wurde die Kirche einer umfassenden Restaurierung und Renovierung unterzogen, unterstützt durch großzügige Spenden der Familien Lang/Ruegg aus Winterthur/Schweiz und der Partnergemeinde Steffenberg bzw. Obereisenhausen sowie der evangelisch-reformierten Kirchengemeinde Winterthur-Seen. Eine kleine Tafel in der Kirche trägt dem Rechnung. Die beheizbare Kirche ist im Winter Aufführungsort für Chorkonzerte. In einer Chronik im Pfarrhaus Hesserode, wurden verschiedene Ereignisse aus dem Gemeindeleben der letzten Jahrhunderte aufgeschrieben.
Vor der Kirche befindet sich als schwarzer Obelisk das historische Grabdenkmal der Familie Nebelung.

## Bildergalerie

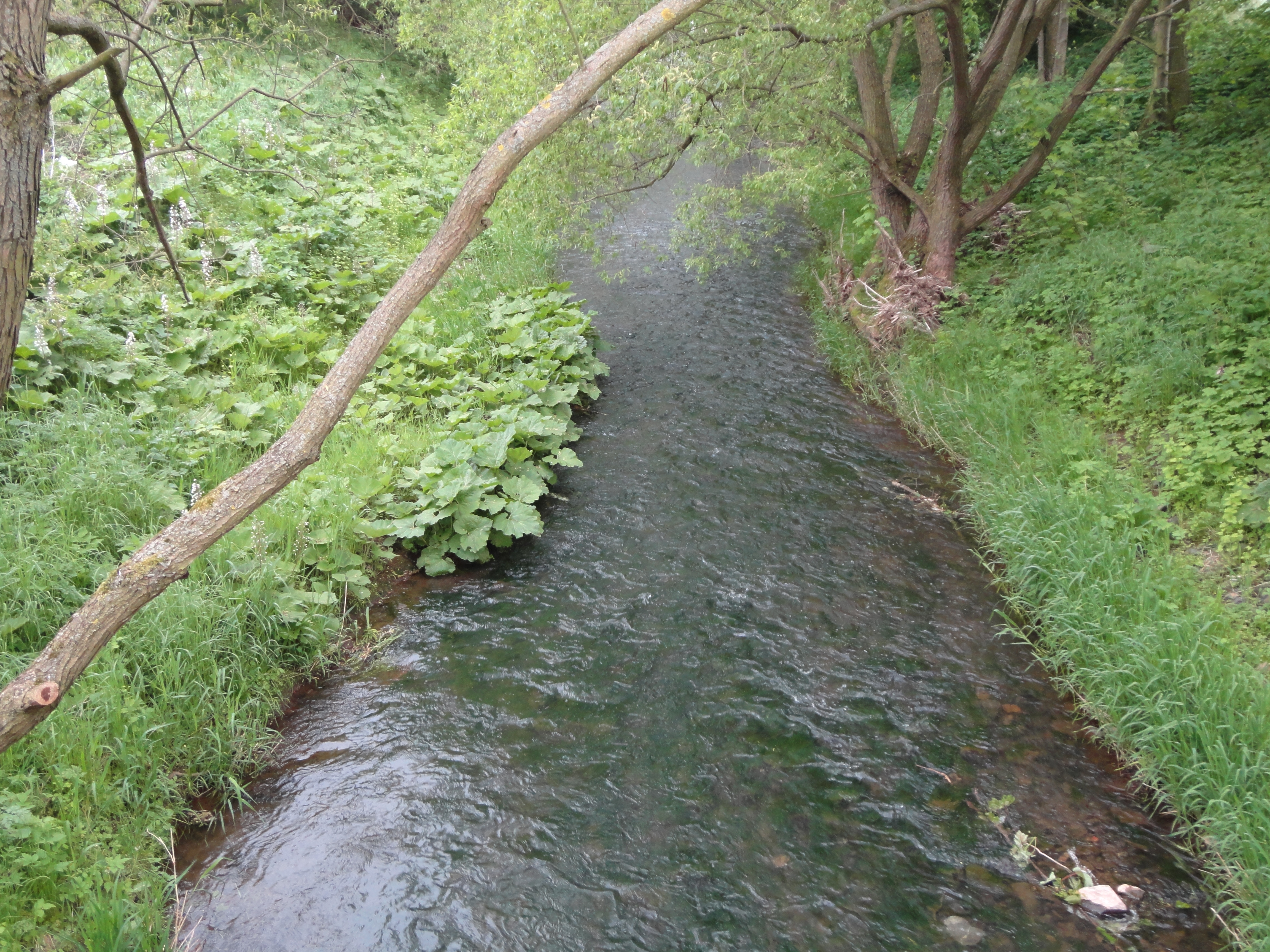
Helme von der neuen Fußgängerbrücke aus gesehen
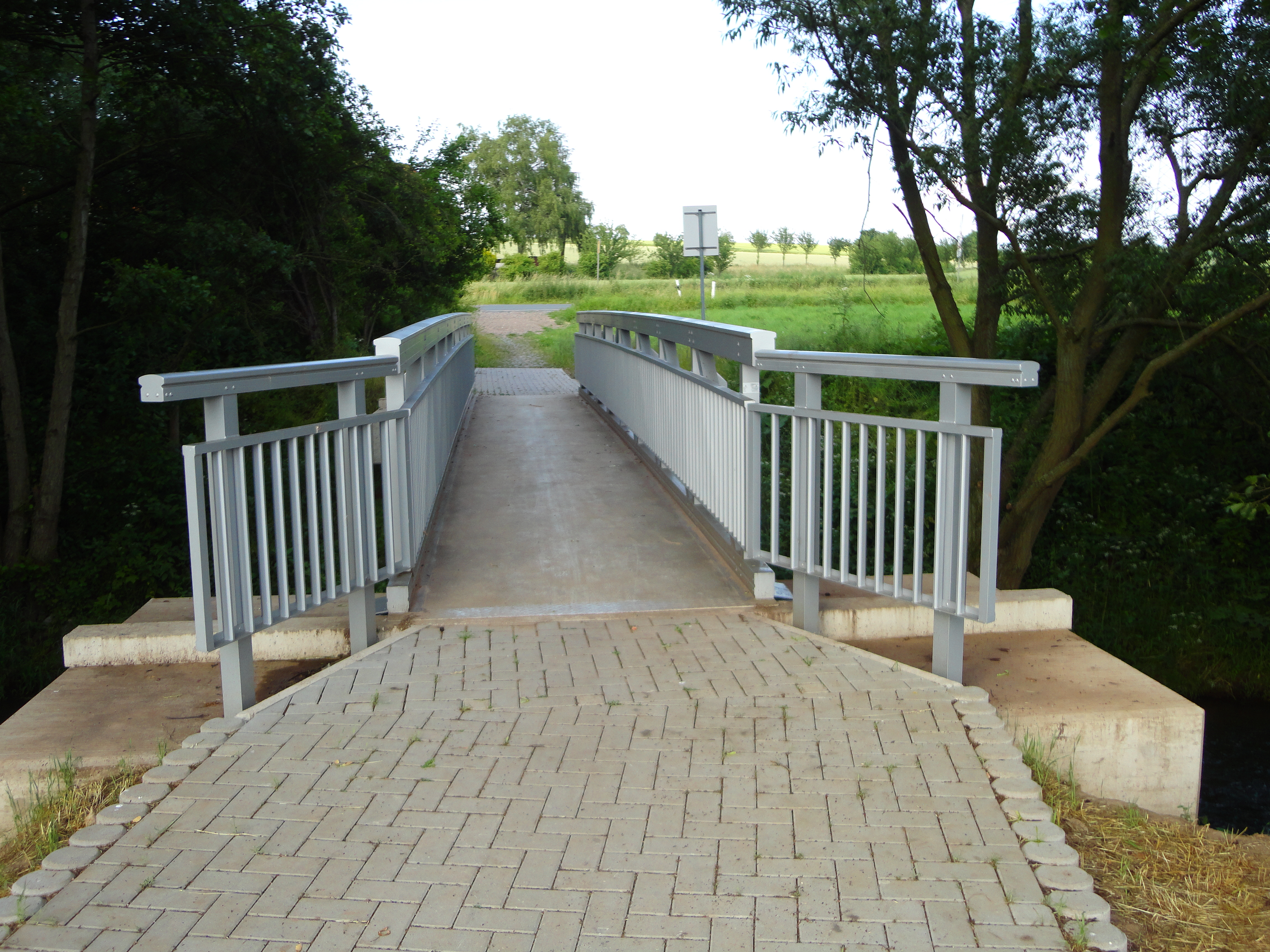
Neue Fußgängerbrücke in Hesserode
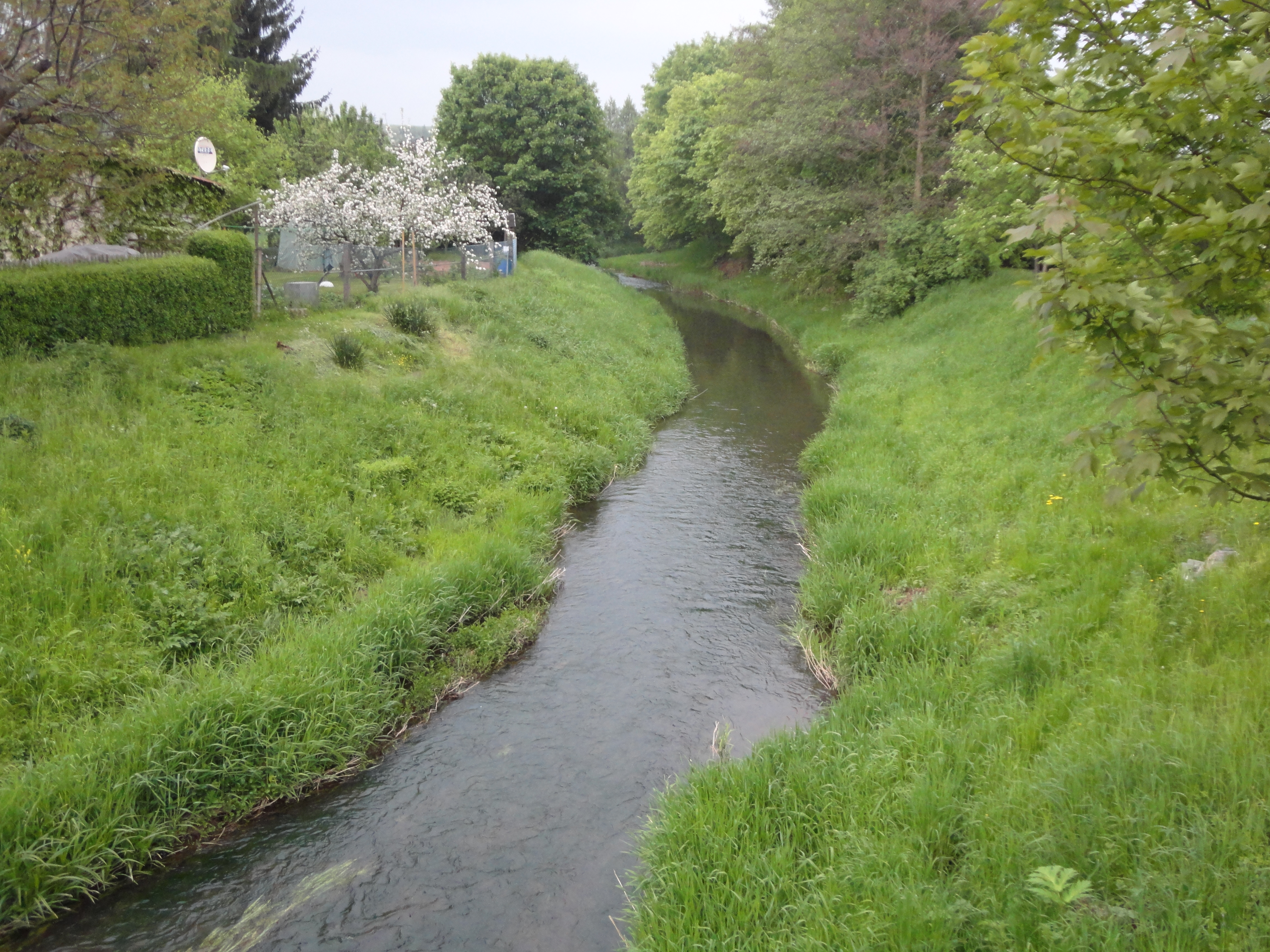
Helme im Ortskern von Hesserode
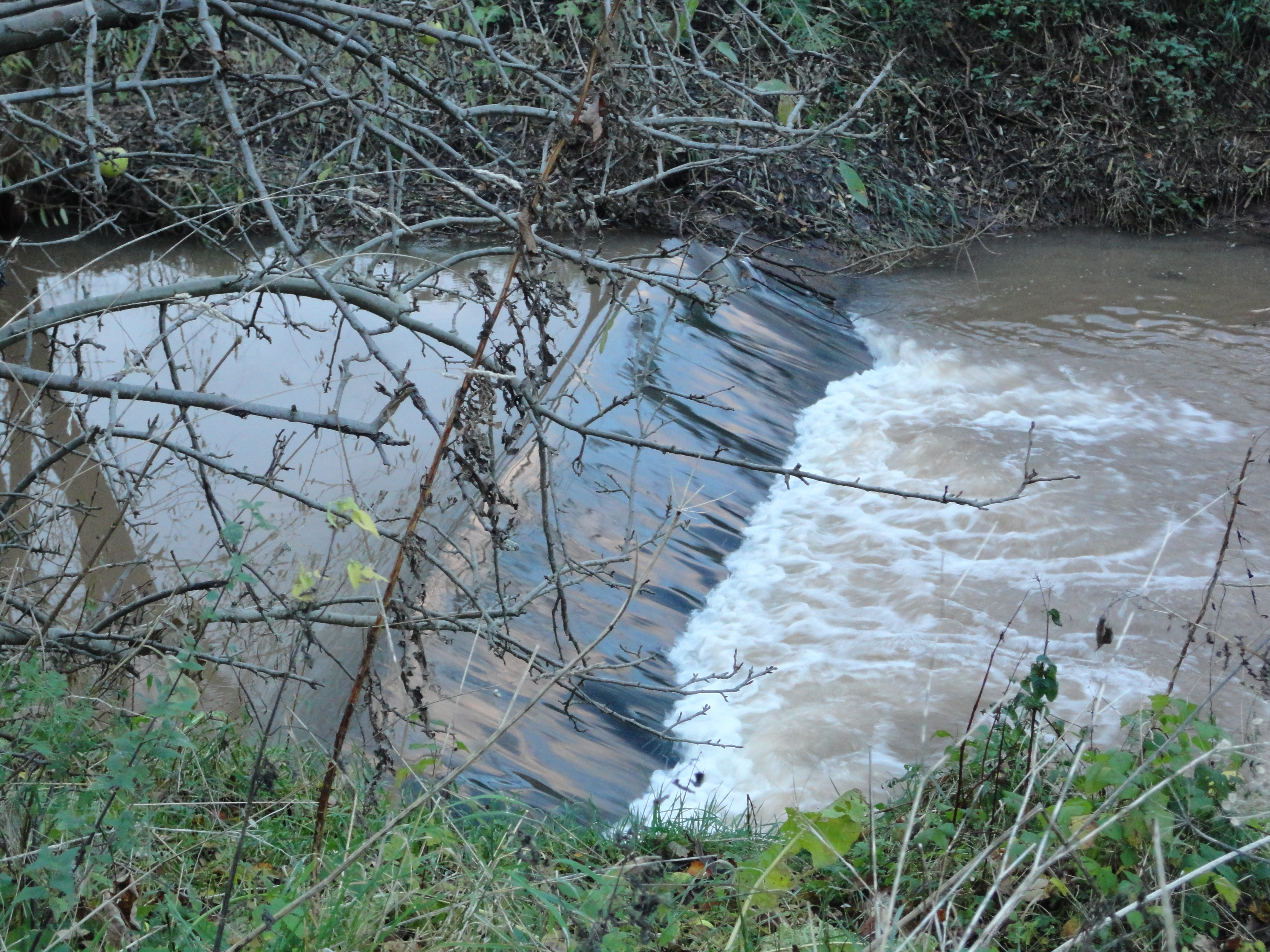
Staustufe in der Helme am Hesseröder Ortsrand
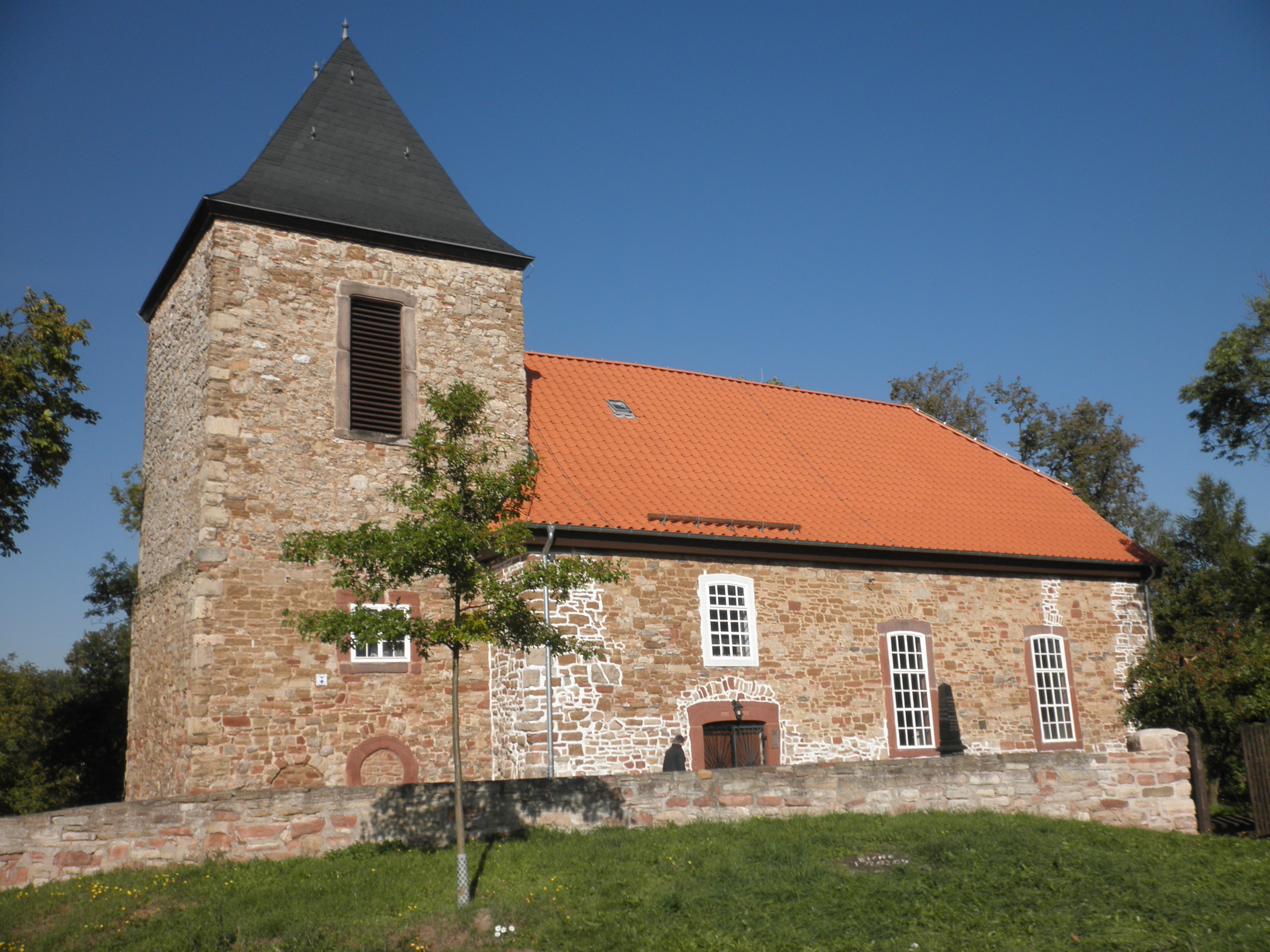
Evang. Dorfkirche St. Viti (2013)
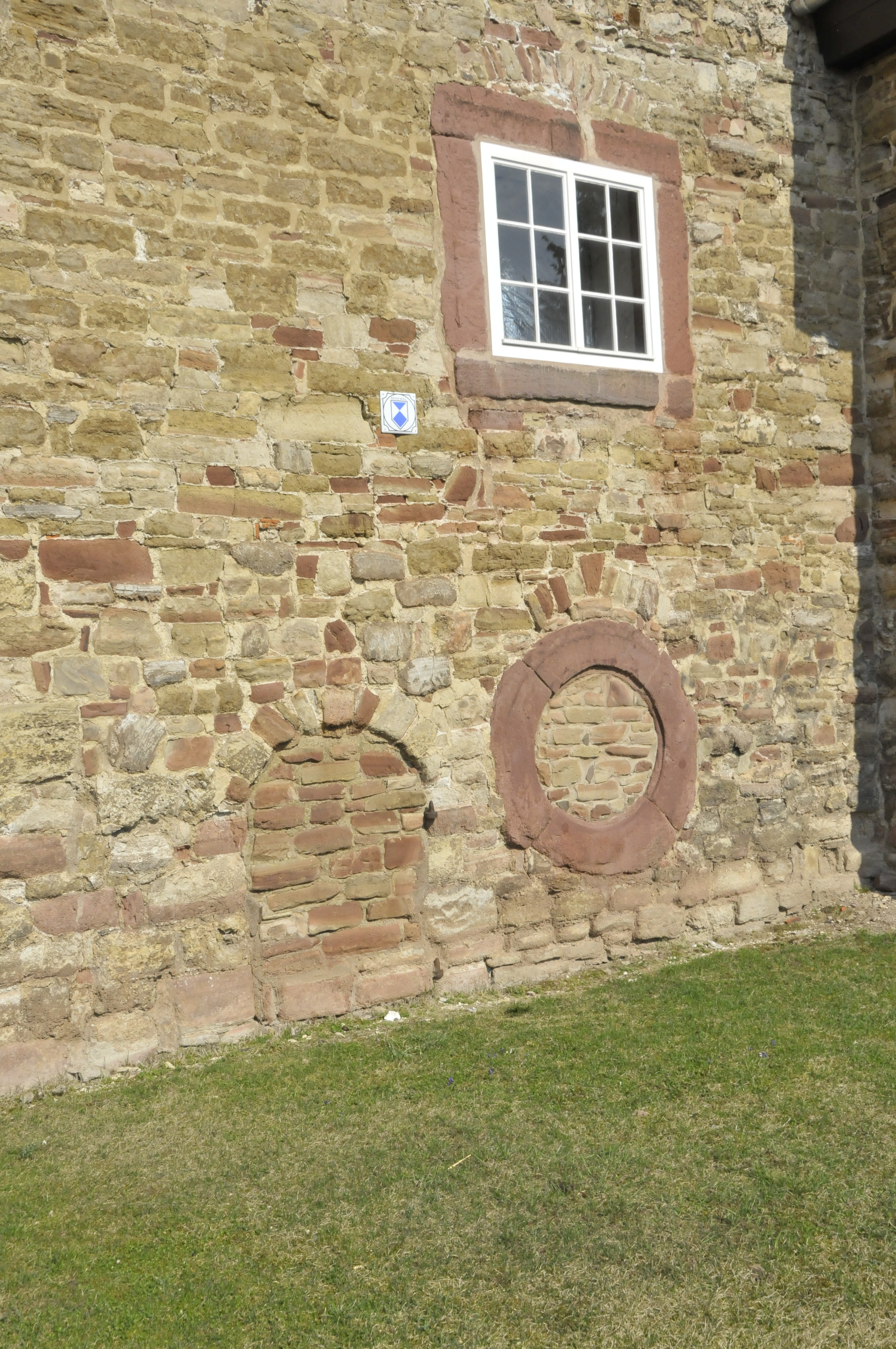
Detail der Dorfkirche